# Francis Llacer
Francis Llacer (født 9. september 1971 i Lagny-sur-Marne, Frankrig) er en fransk tidligere fodboldspiller (forsvarer).
Llacer spillede, fordelt på to perioder, i alt 12 sæsoner for Paris Saint-Germain. Han havde også ophold hos blandt andet Montpellier og Saint-Étienne. I sin tid i Paris Saint-Germain var han med til at vinde adskillige titler, blandt andet det franske mesterskab i 1994 samt Pokalvindernes Europa Cup i 1996.

## Titler
Ligue 1
- 1994 med Paris Saint-Germain

Coupe de France
- 1995 med Paris Saint-Germain

Coupe de la Ligue
- 1995 med Paris Saint-Germain

Trophée des Champions
- 1995 med Paris Saint-Germain

Pokalvindernes Europa Cup
- 1996 med Paris Saint-Germain